# San Miguel del Real
San Miguel del Real är en ort i Mexiko.   Den ligger i kommunen Tlahualilo och delstaten Durango, i den centrala delen av landet, 800 km nordväst om huvudstaden Mexico City. San Miguel del Real ligger 1 092 meter över havet och antalet invånare är 180.
Terrängen runt San Miguel del Real är mycket platt. Runt San Miguel del Real är det glesbefolkat, med 9 invånare per kvadratkilometer. Närmaste större samhälle är Tlahualilo de Zaragoza, 9,7 km norr om San Miguel del Real. Omgivningarna runt San Miguel del Real är i huvudsak ett öppet busklandskap.